# Hermann Weise
Hermann Weise (Familienname nicht völlig gesichert, Vornamen auch Hermann Bernhard, * im 14. Jahrhundert; † 8. September 1450 in Würzburg) war ein deutscher römisch-katholischer Geistlicher und Angehöriger des Franziskanerordens (OFM). Er war Titularbischof von Akkon bzw. Akka und wirkte von 1432 bis 1450 als Weihbischof im Bistum Würzburg und ab 1434 auch im Bistum Bamberg; er agierte auch im Erzbistum Mainz.

## Leben
Über Hermanns Jugend und Ausbildung ist nichts bekannt. Er gehörte dem Franziskanerorden an und wurde am 6. März 1405 durch (Gegen-)Papst Johannes XXIII. zum Titularbischof von Akkon bzw. Akka in Palästina ernannt; Datum und Umstände der Bischofsweihe sind unbekannt. Er wohnte in Coburg (damals Bistum Würzburg), wahrscheinlich im dort bestehenden Franziskanerkloster, und betreute das Georgenspital. Er starb am 8. September 1450 und ist in der Würzburger Franziskanerkirche begraben. Auf seiner Grabplatte wurde er als „Erzbischof“ bezeichnet; der Hintergrund für diese Höherstufung ist nicht klar.

## Wirken
Einige Pontifikalhandlungen Hermanns sind gesichert:
- die Weihe der Kirche in Königsberg in Unterfranken (1432)
- die Weihe der Sakristei der Klosterkirche St. Klara in Nürnberg und des dortigen Altars (1434)
- die Weihe der Kirche, des Hochaltars, einiger Kapellen und des Kreuzgangs der Franziskanerkirche in Nürnberg (1434)
- die Weihe der Marienkapelle des Klosters Michelfeld (1434)